# Turist i livet
|  | Denne artikel er oprettet af botten PalnaBot ud fra en ekstern database. Den kan derfor have sproglige fejl eller mangler. Denne skabelon kan fjernes efter kontrol af indholdet. |

Turist i livet er en film instrueret af Camilla Nicole Bitsch.

## Handling
Et motorvejstoilet, hverdagens grå og triste farver og lyden fra lysstofrøret, der konstant blinker. Rengøringskonen der drømmer sig hen til bedre tider, indtil der kommer en lille pige. Hun har slået sit knæ og skal have plaster på - og helst et med blomster.